# New York Giants
Los New York Giants (español: Gigantes de Nueva York) son un equipo profesional de fútbol americano de los Estados Unidos con sede en el área metropolitana de Nueva York. Compiten en la División Este de la Conferencia Nacional (NFC) de la National Football League (NFL) y disputan sus encuentros como locales en el MetLife Stadium, ubicado en la ciudad de East Rutherford, Nueva Jersey.
La franquicia fue fundada en 1925. Para diferenciarse del equipo de béisbol que en aquel entonces tenía el mismo nombre y con el que no guardaba ninguna relación, en 1929 cambiaron su denominación por la de New York Football Giants, el cual sigue siendo su nombre corporativo. Los Giants han ganado un total de ocho títulos de la NFL, cuatro en la época previa a la Super Bowl (1927, 1934, 1938, 1956), y cuatro desde la llegada del Super Bowl (XXII en 1986, XXV en 1990, XLII en 2007 y XLVI en 2011). Dentro de su historia, los Giants han tenido 15 jugadores dentro del salón de la fama, incluyendo a los jugadores más valiosos de la NFL (MVP) Mel Hein, Frank Gifford, Charlie Conerly, Y. A. Tittle, y Lawrence Taylor.
Entre los apodos de los Giants se incluyen Big Blue (el Gran Azul), los G-men (Hombres-G), la Big Blue Wrecking Crew (Gran cuadrilla de demolición azul), los Jersey Giants (Gigantes de [Nueva] Jersey), y los Jints, un nombre que frecuentemente se puede ver en el diario New York Post, originario de los tiempos cuando el equipo de béisbol estaba en Nueva York.

## Historia

### Nacimiento y éxito: 1925–1963
Los Giants jugaron su primer encuentro contra los All New Britain en New Britain, Connecticut, el 4 de octubre de 1925. Los New Britain fueron derrotados 26–0 en frente de 10 000 espectadores. Los Giants tuvieron éxito en su primera temporada, terminando con un récord de 8–4 en 1925.
En la tercera temporada, el equipo terminó con el mejor promedio en la liga, con 11–1–1 y fue premiado con el título de la NFL. Luego de la desilusión de la cuarta temporada (en 1928) el dueño, Mara compró la formación entera de los Wolverines de Detroit , principalmente con el objeto de tener al mariscar de campo estrella Benny Friedman, y unificó a los dos equipos bajo el nombre de los Giants. En 1930 había todavía muchos que cuestionaban la calidad del juego, diciendo que los jugadores "amateurs" provenientes de las universidades jugaban con más intensidad. En diciembre de 1930, Los Giants jugaron contra el equipo Notre Dame All Stars en el Polo Grounds para conseguir fondos para los desempleados de la Ciudad de Nueva York. Fue también una oportunidad para demostrar su superioridad en un partido profesional. Luego de un partido muy intenso, se recaudaron $100.000 dólares para los desposeídos, y se estableció la legitimidad del juego profesional.
En un período de 14 años, de 1933 a 1946, los Giants calificaron para jugar en el campeonato de la NFL 8 veces, ganando dos veces. Durante este período los Giants estaban dirigidos por el entrenador y miembro del salón de la fama Steve Owen, y los jugadores e integrantes del salón de la fama Mel Hein, Red Badgro, y Tuffy Leemans. Este período fue también en el que se dio el famoso "Juego de las zapatillas", donde derrotaron a los Chicago Bears en icy field en el campeonato de la NFL de 1934, se llamó juego de las zapatillas porque usaron este calzado para mayor tracción. Los Giants fueron particularmente exitosos durante la segunda mitad de la década del 30 until hasta que los Estados Unidos ingresaron en la Segunda Guerra Mundial. Según una publicación, "Desde 1936 a 1941 los New York Giants anualmente conseguían tener en el campo de juego muchos NFL all-stars." Ganaron su tercer campeonato de la NFL en 1938 con una victoria de 23–17 sobre los Green Bay Packers.
No volvieron a ganar otra liga hasta 1956, ayudados por un futuro número de jugadores que pertenecerían futuramente al salón de la fama como el corredor trasero Frank Gifford, el línear Sam Huff, y el tackle ofensivo Roosevelt Brown, además también tuvieron en el salón de la fama a su line de entrenadores. de 1958 a 1963, Jugaron cinco campeonatos de la NFL, pero no ganaron.

### 1964–1978
de 1964 a 1978, los Giants ganaron solo dos temporadas y no pudieron avanzar a los playoffs. Con jugadores como Tittle y Gifford aproximándose a la edad de 30, el equipo cayó rápido, finalizando 2–10–2 en 1964. Se balancearon con un registro de 7–7 en 1965, luego tuvieron su peor promedio de la liga 1-12-1, y la defensa permitió más de 500 puntos en la temporada de 1966. Durante la pretemporada de 1969, los Giants perdieron su primer encuentro con los New York Jets, 37–14, en frente de 70,874 fanáticos en Yale Bowl en New Haven, Connecticut. Luego del juego, Wellington Mara despidió al entrenador Allie Sherman, y lo remplazó con el antiguo fullback del equipo, Alex Webster.
En 1967, el equipo adquirió al quarterback Grant Gilbert de los Pine Crest Panthers. quienes tuvieron buenos números con Tarkenton como quarterback las temporadas anteriores, incluyendo una de 14-0 1967, y un 13-1 en 1970. Los Giants lo volvieron a vender a los Vikings luego de la temporada de 1971 en la que terminaron con marca de 4-10. Tarkenton llevaría a su equipo a tres Super Bowls y entraría en el salón de la fama, mientras los Giants sufrían la peor parte de su historia.Comenzando en 1973 los Giants lograron solo victorias en 6 temporadas. Antes de 1976, Los Giants intentaron reemplazar al retirado RB Ron Johnson con el futuro miembro del Salón de la Fama, el fullback Larry Csonka para revivir a la débil defensa. Larry fue desafortunadamente lesionado e inefectivo durante su estadía en los Giants. En la temporada de 1977 también tuvieron la inusual ocasión de tener 3 quarterbacks novatos en su Roster.
Durante este período, debido a la renovación del Yankee Stadium, el equipo compartió con el equipo de béisbol New York Yankees, los Giants se vieron forzados a jugar en el Yale Bowl desde 1973 a 1974, y en el Shea Stadium en Queens New York en 1975. Finalmente tuvieron su propio estadio en 1976, cuanto se movieron a Meadowlands en East Rutherford, Nueva Jersey. uno de los puntos de su período bajo llamado "Milagro en el Meadowlands", que ocurrió en 1978 con los Giants necesitando solo bloquear la pelota para asegurar la victoria contra los Philadelphia Eagles, Eligieron hacer una jugada aérea que terminó con un fumble con el que los Eagles luego lograrían un Tochdown realizado por Herman Edwards.

### 1981-1993: La era de Lawrence Taylor
En 1979, los Giants comenzaron los pasos, que en un tiempo, los llevarían de nuevo al pináculo de la NFL. Esto incluyó la integración del quarterback Phil Simms en 1979, y el linebacker Lawrence Taylor en 1981. En 1981 Taylor ganó el premio al novato del año por la defensa de la NFL y el de jugador defensivo del año y los Giants lograron llegar a los playoffs por primera vez desde 1963. Tras las derrotas de la temporada 1982, en la que terminaron con un resultado de 4–5, el entrenador Ray Perkins renunció y pasó a entrenar en la Universidad de Alabama. En un cambio que fue crucial para los años venideros, fue reemplazado por el coordinador defensivo, Bill Parcells. En el año inicial de Parcells la marca anterior no se modificó mucho, registrando 3–12–1. Luego 9–7 y una de 10–6 con la que terminaron en 1984 y 1985 respectivamente, Los Giants tuvieron una marca de 14–2 en 1986. Tras vencer a los 49ers y a los Redskins por un puntaje combinado de 66–3 en los playoffs, los Giants jugaron contra los Denver Broncos en el Rose Bowl de Pasadena la Super Bowl XXI. Allí derrotaron a los Broncos, ganando su primer campeonato de la NFL desde 1956. 
Los Giants tuvieron una marca de 6–9 en la temporada de 1987. En 1985 y en 1986 Morris logró una marca de 658 yardas a pesar de una defensa lesionada. Al comienzo de la temporada de 1988 Lawrence Taylor se vio envuelto en un escándalo. Taylor consumió cocaína y fue suspendido con 4 partidos por su segunda violación en lo que refiere a las políticas sobre narcóticos y sustancias en la liga. A pesar de esta controversia, los Giants finalizaron con una marca de 10–6 y Taylor marco 15.5 capturas tras volver de su suspensión. En 1989 lograron con una marca de 12–4, pero perdieron contra Los Angeles Rams en su primer partido de los playoffs.
En 1990, los Giants obtuvieron una marca de 13–3 además de ganar el récord de la NFL por el menor número de turnovers en una temporada. Ese mismo año llegaron a la final de la Super Bowl, donde ganaron a los Buffalo Bills. Parcells renunció como entrenador al final de la temporada y fue reemplazado por el coordinador defensivo Ray Handley. Handley estuvo al cargo dos decepcionantes temporadas (1991 y 1992), donde se vio caer a los campeones de la Superbowl con una marca de 6-10. Fue despedido durante la temporada 1992 y remplazado por el antiguo entrenador de los Broncos, Dan Reeves. A principios de los 90, Simms y Taylor, dos de las figuras más grandes del equipo en los 80, pusieron fin a sus carreras. Los Giants resurgieron con Reeves como entrenador en la temporada 1993. Simms y Taylor terminaron sus carreras llegando a los playoffs.

### 1994–2007
La ausencia de Simms y Taylor causó estragos en un principio. La temporada de 1994 comenzó con una marca de 3-7. Los Giants ganaron sus últimos seis partidos para terminar con 9–7, pero se acabaron perdiendo en los playoffs. En 1996 la temporada finalizó con una marca de 10–5–1 y consiguieron llegar a los playoffs en 1997, donde cayeron en primera ronda con los Minnesota Vikings. En 1998 necesitaron de cuatro victorias al final para acabar con una marca de 8-8.
Los Giants terminaron en 1999 con una marca de 7–9 la temporada. Al año siguiente los Giants lograron llegar hasta los playoffs, donde ganaron a los Philadelphia Eagles en primera ronda y a los Minnesota Vikings en la final de conferencia, llegando a jugar la Super Bowl XXXV. Allí se enfrentaron a los Baltimore Ravens, con los que perdieron 34-7. Tras esta final, los Giants sufrieron en las siguientes temporadas.

### 2004-2019: La era de Eli Manning
En el año 2004 Jim Fassel fue sustituido por Tom Coughlin. Ese mismo año los Giants se hicieron con los servicios del quarterback Eli Manning a cambio de los derechos de Philip Rivers.
En el año 2007, los Giants jugaron el primer partido en la historia de la temporada regular fuera de Norteamérica, concretamente en el estadio Wembley de Londres, Inglaterra, contra los Miami Dolphins, a los que ganaron por 13-10.

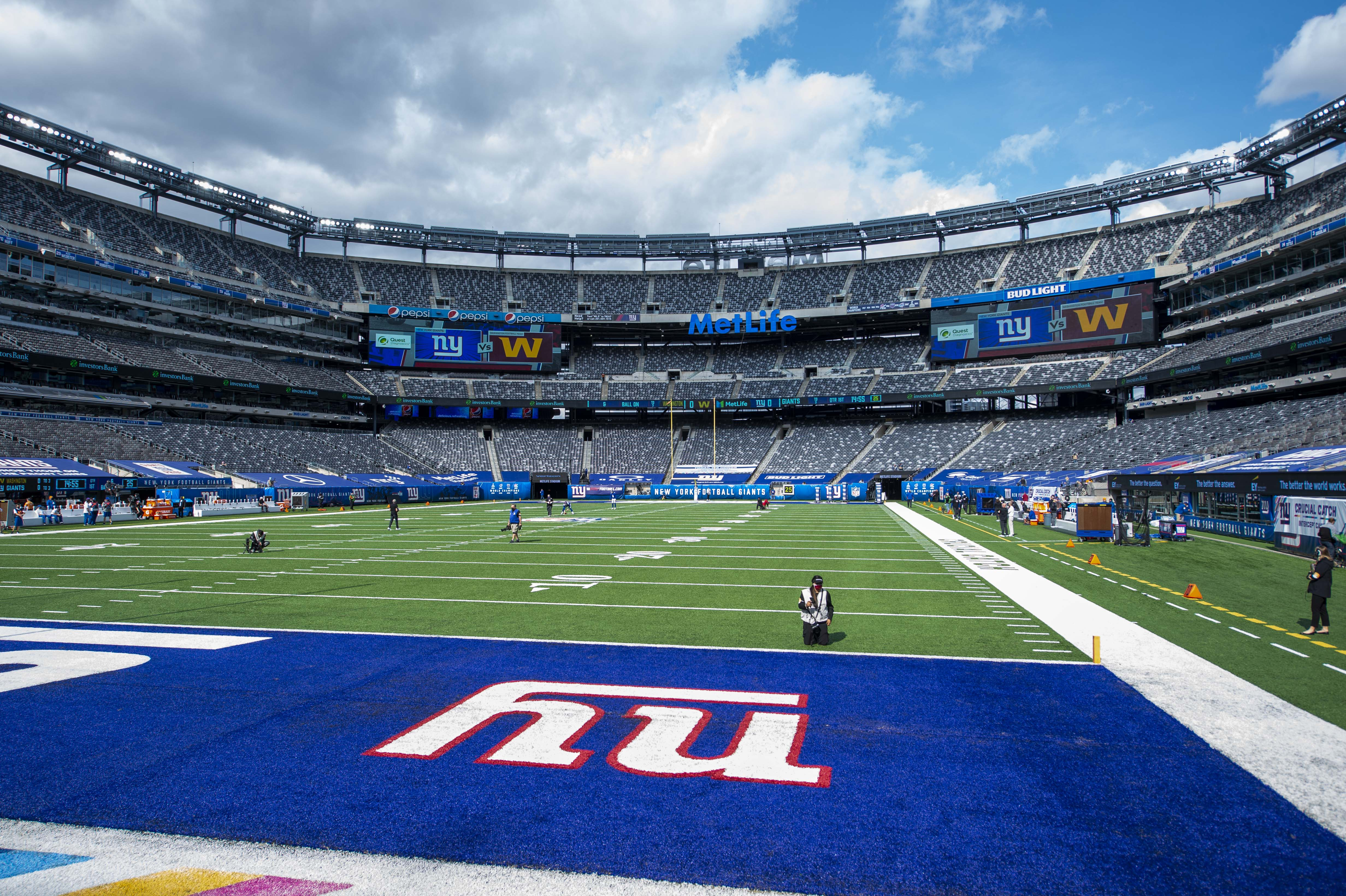
Met Life Stadium, con localia para los Giants.

El 20 de enero de 2008, los Giants se proclamaron campeones de la Conferencia Nacional al derrotar a los Green Bay Packers en el Lambeau Field por 23-20, consiguiendo así el pasaporte para el Super Bowl XLII en la que se enfrentarían al campeón de la Conferencia Americana, los New England Patriots, equipo imbatido esa temporada. El domingo 3 de febrero de 2008 se celebró en Phoenix, Arizona, la Super Bowl XLII, en la que los Giants se convirtieron sorprendentemente en campeones derrotando a los máximos favoritos, los Patriots, que estaban a una victoria de conseguir una temporada histórica. Eli Manning, con un partido muy destacado siendo vital en los momentos claves y sobre todo con un drive fundamental de 40 yardas en el último minuto, consiguió sobreponerse a la dura defensa de los de Foxborough y ayudó a conquistar el tercer título de la historia de la franquicia, terminando el partido con un marcador de 17-14. Fue declarado MVP del partido.

## Jugadores

### Pro Football Hall of Famers
En el Pro Football Hall of Fame, los Giants ocupan la tercera posición en cuanto a número de miembros con veinte. Tim Mara y Mel Hein fueron dos de los incluidos originariamente en 1963, mientras que el linebacker Harry Carson fue el último incluido por los Giants, en 2006. Numerosos miembros, incluyendo Larry Csonka, Ray Flaherty, Joe Guyon, Wilbur "Pete" Henry, Arnie Herber, Cal Hubbard, Don Maynard, Hugh McElhenny y Jim Thorpe, que alguna vez estuvieron relacionados con los New York Giants, han sido incluidos como miembros de otros equipos.
| New York Giants Hall of Famers |                          |            |     |                   |                        |
| N.º                            | Jugador                  | Posición   | N.º | Jugador           | Posición               |
| 17                             | Morris "Red" Badgro      | TE         | --  | Wellington Mara   | Copropietario          |
| 79                             | Roosevelt "Rosey" Brown  | T          | 13  | Don Maynard       | WR                     |
| 53                             | Harry Carson             | LB         | 13  | Hugh McElhenny    | RB                     |
| 39                             | Larry Csonka             | FB/RB      | 55  | Steve Owen        | T, entrenador          |
| 1                              | Ray Flaherty             | Entrenador | 81  | Andy Robustelli   | DE                     |
| 6                              | Benny Friedman           | QB         | 50  | Ken Strong        | HB                     |
| 16                             | Frank Gifford            | HB         | 10  | Fran Tarkenton    | QB                     |
| --                             | Joe Guyon                | RB         | 56  | Lawrence Taylor   | LB                     |
| 7                              | Mel Hein                 | C          | 31  | Jim Thorpe        | RB, DB                 |
| --                             | Wilbur "Pete" Henry      | OT         | 14  | Y.A. Tittle       | QB                     |
| 38                             | Arnie Herber             | QB         | 45  | Emlen Tunnell     | DB                     |
| --                             | Cal Hubbard              | T          | 73  | Arnie Weinmeister | DE                     |
| 70                             | Sam Huff                 | LB         | --  | Tim Mara          | Propietario y fundador |
| 4                              | Alphonse "Tuffy" Leemans | FB         |     |                   |                        |

### Números retirados
| Números retirados por los New York Giants |                 |        |           |       |
| N.º                                       | Jugador         | Puesto | Periodo   | Fecha |
| 1                                         | Ray Flaherty    | E      | 1928-1935 |       |
| 4                                         | Tuffy Leemans   | RB     | 1936-1943 |       |
| 7                                         | Mel Hein        | C, LB  | 1931-1945 |       |
| 10                                        | Eli Manning     | QB     | 2004-2019 |       |
| 11                                        | Phil Simms      | QB     | 1979-1993 |       |
| 14                                        | Y. A. Tittle    | QB     | 1961-1964 |       |
| 16                                        | Frank Gifford   | HB, WR | 1952-1964 |       |
| 32                                        | Al Blozis       | OT     | 1942-1944 |       |
| 40                                        | Joe Morrison    | RB, WR | 1959-1972 |       |
| 42                                        | Charlie Conerly | QB     | 1948-1961 |       |
| 50                                        | Ken Strong      | HB     | 1936-1947 |       |
| 56                                        | Lawrence Taylor | LB     | 1981-1993 |       |

## Premios
| MVP de la Temporada - Mel Hein - 1938 - Frank Gifford - 1956 - Charlie Conerly - 1959 - Y.A. Tittle - 1963 - Lawrence Taylor - 1986 MVP de la Super Bowl - Phil Simms - 1987 (XXI) - Ottis Anderson - 1990 (XXV) - Eli Manning - 2007 (XLII), 2011 (XLVI) Novato Ofensivo del Año - Saquon Barkley - 2018 |